# Dragones en la mitología griega

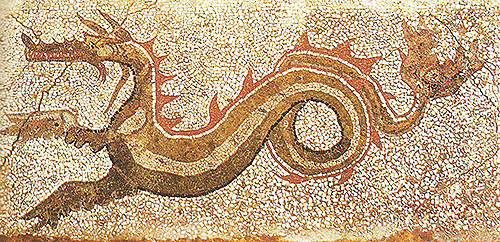
Mosaico del de Caulonia (Magna Grecia, sur de Italia).

En la mitología griega los dragones (del latín draco, y este del griego δράκων, drákon, literalmente «sierpe o serpiente») tienen un rol importante. Debido a que el dragón como mito derivó de la idea de una serpiente monstruosa, es difícil distinguir en la mitología ambos conceptos. 
La versión femenina de los dragones —en griego δράκαινα (drákaina), en latín dracaenas, en español drácenas o simplemente dragonas— pertenece a una raza diferente (cfr. Equidna) excepto por Pitón, que en las versiones más arcaicas es hembra y no macho.

## Dragón de la Cólquida

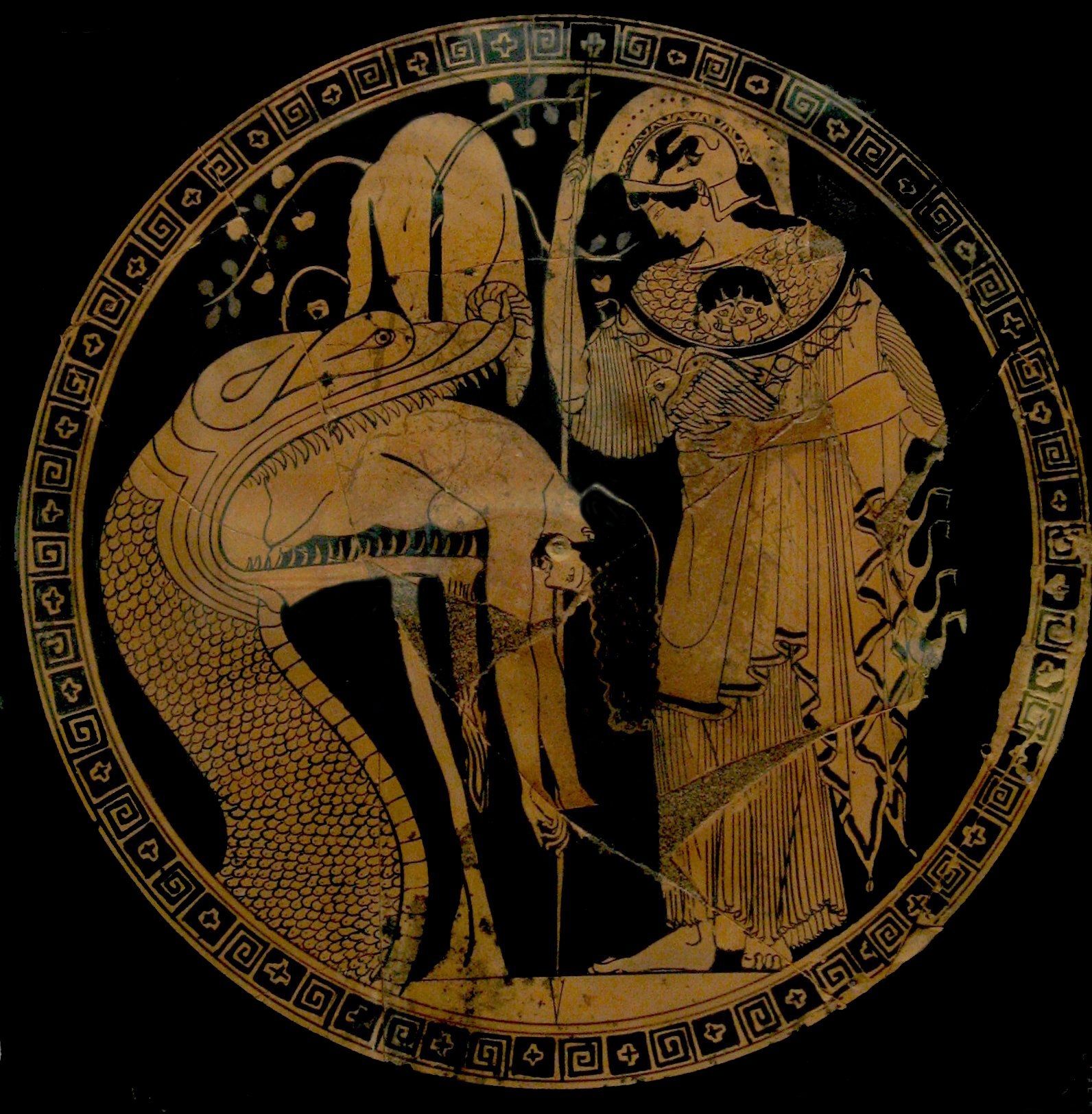
Jasón siendo regurgitado por el Dragón de la Cólquida.

El dragón de la Cólquida (en griego Δράκων Κόλχικος, en georgiano კოლხური დრაკონი) era el guardián del vellocino de oro. Tenía un larguísimo cuello e incontables anillos como una serpiente, y silbaba horriblemente a tal punto que lo escuchaban a la distancia. Se decía que nunca dormía, y a él se enfrentaron Jasón y Medea. Esta, usando sus hechizos y pócimas rociadas con una rama de enebro, logró hipnotizarlo y hacerlo dormir. Según otras versiones, Jasón mató al dragón. Existe también una variación de la historia, solamente conservada en el dibujo de un florero antiguo, en la que el dragón engulló a Jasón y luego lo regurgitó.

## Hidra de Lerna
La Hidra era una serpiente acuática que vivía en un pantano cerca de Lerna, junto a Argos, en el Peloponeso. Euristeo le encargó a Hércules el matarla como uno de sus doce trabajos. Tenía nueve cabezas, aunque esto varía de versión en versión. Era venenosa en extremo, su aliento era mortal. Heracles encontró su guarida ayudado por Atenea y luchó contra el monstruo. La característica principal de la Hidra era que cada vez que se le cortaba una cabeza, dos o tres más crecían en su lugar. Heracles en este enfrentamiento también tuvo que luchar contra un cangrejo o langosta gigante enviado por Hera para ayudar a la Hidra. Heracles venció al cangrejo y su primo Iolaos lo ayudó a utilizar el fuego para cauterizar las heridas provocadas por las decapitaciones, evitando que crecieran nuevas cabezas. Heracles usó la sangre venenosa de la Hidra para hacer mortíferas a sus flechas. Tanto la serpiente como el cangrejo ascendieron al cielo gracias a Atenea formando a las constelaciones de Hidra y Cáncer. Debido a la ayuda de Iolaos, Euristeo afirmó que el trabajo no fue totalmente hecho por Heracles y según algunas fuentes le impuso dos más como compensación.

## Ladón
Ladón es descrito como un dragón de cien cabezas que custodiaba el jardín de las Hespérides, el cual fue asesinado, según algunas versiones, por Atlas y según otras, Heracles. Cuando fue destripado, su sangre cayó al suelo del jardín y de cada gota creció un árbol drago.
Su genealogía es dudosa: para algunos era hijo de Forcis y Ceto; para otros era hijo de Tifón y Equidna. Fue enviado por Hera para proteger las manzanas de oro del jardín de las Hespérides como obstáculo para Heracles, que tenía como uno de sus trabajos robarlas. Para agradecer su servicio, Hera subió sus restos al cielo, formando la constelación del Dragón (Draco).
Según Apolonio de Rodas, los argonautas llegaron al Jardín un día después de que Heracles hubiera destrozado al dragón, mientras las ninfas Hespérides lloraban su muerte. Su cadáver estaba echado contra el tronco de un manzano y sólo su cola se movía aún. Había muerto por las flechas untadas en el veneno de la Hidra de Lerna, por el cual las moscas se secaban sobre sus pútridas heridas.

## Pitón

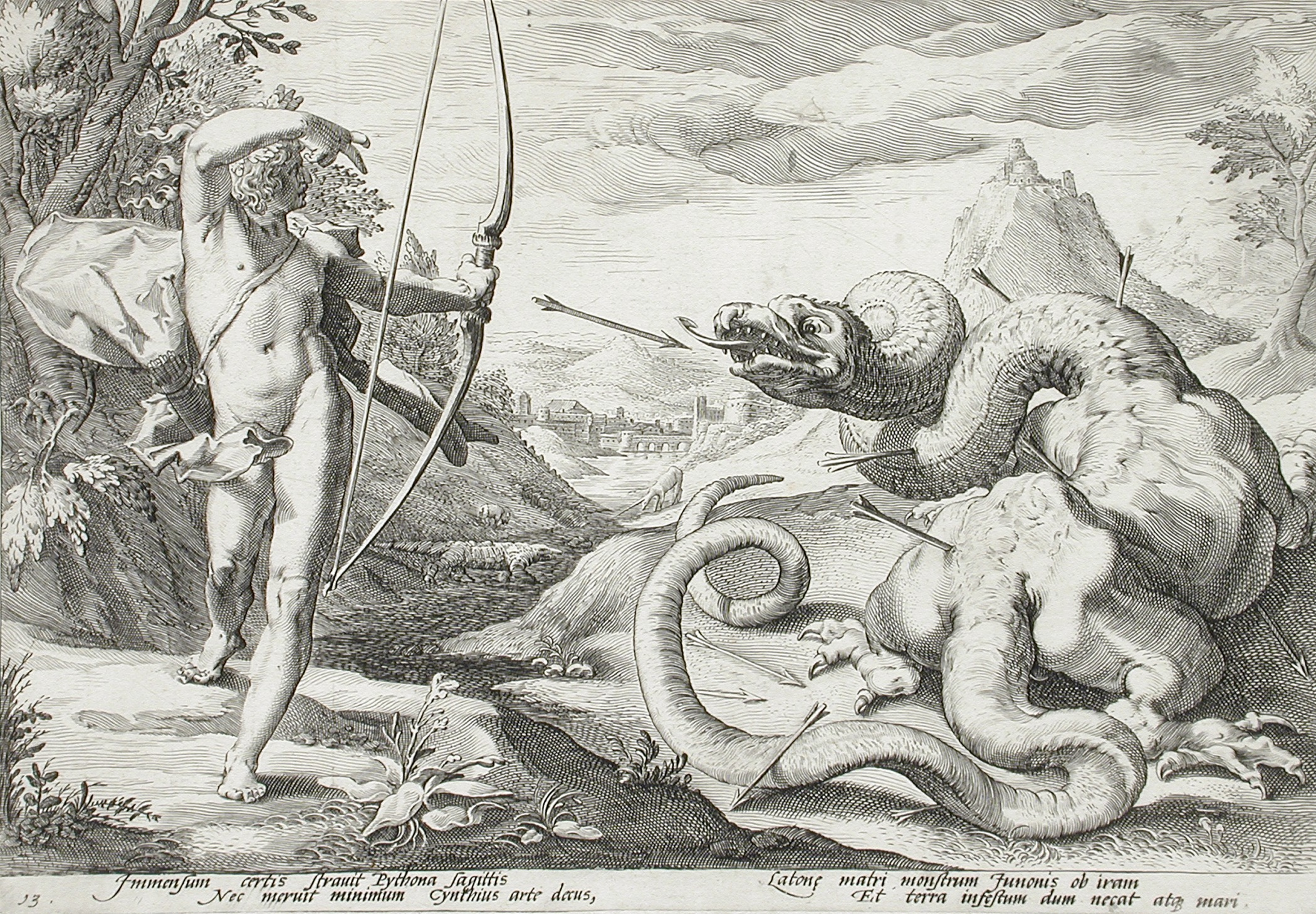
Ilustración de una edición de Las metamorfosis de Ovidio con Apolo luchando contra Pitón.

Pitón era una gran serpiente fabulosa. Según Apolodoro, vigilaba la caverna donde Temis pronunciaba sus oráculos. Al prohibirle la entrada, Apolo la mató a flechazos. Según otras versiones, Pitón era producto de la Tierra luego del diluvio de Deucalión y Hera la utilizó para impedir el parto de Latona. La obligó a protegerse en la isla Asteria (luego Delos), donde tuvo a Apolo y a Artemisa. Luego de que la serpiente los atacara en la cuna, Apolo la mató con sus flechas. Otras fuentes afirman que en realidad Apolo mató a un bandido que impedía llegar a los que fueran a tributar sacrificios a su templo en Delfos.

## Dragón ismenio
El dragón de la fuente ismenia no posee nombre en sí, solo se lo refiere de manera informal por su lugar de residencia. Tampoco posee una descripción particular de manos de los poetas. Pausanias nos dice que más arriba del Ismenio (como nombra al río y a la colina consagrada a Apolo) se puede ver la fuente que dicen que está consagrada a Ares, y un dragón ha sido colocado por el mismo dios como guardián de la fuente. En un escolio se nos dice que era hijo de Ares y de la erinis Tilfosa. El dragón aniquiló a la mayoría de los enviados por Cadmo, que venían a recoger agua de la fuente y Cadmo, indignado, dio muerte al dragón y por consejo de Atenea sembró sus dientes. Hecho esto, surgieron de la tierra hombres armados a los que llamaron espartos u «hombres sembrados».  En las fuentes antiguas al dragón se le llama «terrígeno».

## Dragón de la Gigantomaquia
Este dragón está relacionado con la catasterismo del Dragón. Este dragón fue arrojado contra Minerva (Atenea) por los gigantes, cuando estaba luchando contra ellos. Minerva, sin embargo, atrapó su forma retorcida y lo lanzó a las estrellas, y lo fijó en el mismo polo del cielo. Y así hasta el día de hoy aparece con el cuerpo retorcido, como si recientemente fuera transportado a las estrellas.

## Dragones troyanos
Dos dragones mencionados en la leyenda de Laocoonte. Tzetzes dice que Porceo o Porcis y Caribea son los nombres de las serpientes que navegaron desde las islas Calidnas hasta Troya para destruir a los hijos de Laocoonte en el templo de Apolo Timbreo y que este acontecimiento fue interpretado como una señal que predeciría la caída de Ilio. Quinto de Esmirna añade el detalle de que Atenea fue la culpable de enviar a las serpientes, y que estas eran serpientes marinas y gigantes en tamaño.

## Dragón Cicreida
Esta serpiente no tenía nombre pues «cicreo o cicreida» es un adjetivo y epíteto que hace referencia a la isla de Salamina. Telamón se dirigió a Salamina al lado de Cicreo, hijo de Poseidón y Salamina, hija de Asopo. Cicreo reinaba allí después de haber matado a una serpiente que dañaba la isla, y al morir sin descendencia dejó el reino a Telamón. Estrabón dice que por el héroe tiene su nombre la serpiente Cicreida, de la que Hesíodo dice que, tras ser criada por Cicreo, fue expulsada por Euríloco, porque causaba daños en la isla, pero fue acogida en Eleusis por Deméter y se convirtió en acompañante de la diosa. O bien el propio dragón sirvió como sacerdote de Deméter. Tzetzes dice que Salamina recibió el nombre de la «isla del dragón». Existe la tradición de que, durante la batalla de Salamina, apareció un dragón en uno de los barcos atenienses, y que un oráculo declaró que este dragón era el propio Cicreo.

## Dragón de Meonia
El dragón de Meonia tiene dos variantes. En De Astronomica, y en relación con el catasterismo del Serpentario, se dice que se trata de Hércules (Heracles), que mató en Lidia, cerca del río Sagaris, a una serpiente que destruía a muchos hombres y despojaba de grano las orillas del río. A cambio de esta hazaña, Ónfale lo envió de vuelta a Argos repleto de regalos y por su valentía fue colocado por Júpiter (Zeus) entre las estrellas. En otra versión, narrada por Nono de Panópolis, la serpiente se enfrentó a Damasén. Se dice que cuando el héroe Tilo fue mordido fatalmente por una serpiente venenosa, su hermana Moria apeló a Damasén para vengar a su hermano. Damasén acordó vengar a Tilo y desarraigó un árbol del suelo para enfrentarse contra la serpiente. La serpiente se defendió enroscándose alrededor de Damasén y escupiendo veneno en su rostro. A pesar del incidente el gigante se quitó la serpiente de encima y derribó el árbol que sostenía. El árbol impactó contra la cabeza de la serpiente antes de hundir sus raíces en el suelo, llevándose consigo a la serpiente.

## Dragón «ofiogeneo»
Según Estrabón la ciudad de Pario está sobre el mar. Allí se cuenta la leyenda de que los ofiogeneos («nacidos de las serpientes») tienen algún parentesco con las serpientes, y dicen que los varones pueden curar a quienes hayan sido mordidos por una víbora, y lo hacen tocándoles continuamente como los encantadores, trasladando primero la lividez a su propio cuerpo y haciendo cesar luego la inflamación y el dolor. Y cuenta la tradición que el jefe de la tribu es una serpiente transformada en héroe; quizá fuera uno de los psilos libios, y su poder se extendió a la tribu hasta un determinado momento. Pario es una fundación de milesios, eritreos y parios. Eliano, en cambio, dice que una serpiente divina de enorme tamaño se apareció a Halia, hija de Síbaris, cuando entraba en el soto de Artemisa (Frigia) y yació con ella. Y de esta unión surgieron los ophiogenéis de la primera generación.

## Dragón de Rodas
Ocurrió que la tierra de Rodas engendró unas serpientes de un tamaño extraordinario y que estas serpientes causaron la muerte de muchos nativos. Por esto los supervivientes enviaron una embajada a Delos para interrogar al dios respecto a la forma de librarse de aquellos males. Apolo les ordenó que acogieran a Forbante y a sus compañeros, y que habitaran en Rodas junto con ellos. Los rodios, de acuerdo con el oráculo, lo enviaron a buscar y le entregaron parte del territorio; y Forbante acabó con las serpientes, liberó la isla del terror y se estableció en Rodas; recibió los honores que se tributan a los héroes. Sobre el catasterismo de Ofiuco también se dice que se trata de Forbante. Los ciudadanos llamaban a su isla, invadida por un gran número de serpientes, Ofiusa. En esta multitud de bestias había una serpiente de inmenso tamaño, que había matado a muchos de ellos; y cuando la tierra desierta empezó por fin a carecer de hombres, Forbante, hijo de Tríope e Hiscila, mató a la gran serpiente y al resto de serpientes de paso.

## Dragón de Tespias
Dice Pausanias que en la ciudad de Tespias hay una imagen de bronce de Zeus Saotes («salvador»). Dicen que, cuando en otro tiempo un dragón hacía estragos en su ciudad, el dios ordenó que cada año el joven al que le tocara en suerte se ofreciera al monstruo. Dicen que no recuerdan los nombres de los que perecieron, pero cuando le tocó en suerte a Cleóstrato, su amante, Menéstrato, proyectó un ardid. Hizo una coraza de bronce con un anzuelo en cada una de sus láminas con la punta hacia afuera. Se puso esta coraza y se entregó voluntariamente al dragón, con lo cual debía morir, pero también matar a la fiera. Por este motivo le fue dado a Zeus el sobrenombre de Saotes.

## Menciones ulteriores
Se mencionan otros dragones o sierpes en la mitografía clásica, de importancia menor:
- Un par de dragones alados arrastraban el carro de la diosa Deméter. Ella se los dio al héroe Triptólemo para que lo llevara por el mundo difundiendo los conocimientos de la agricultura (cfr. serpiente cicreida, más arriba).[27]
- Un par de dragones alados uncidos en el carro de Medea, regalo de su abuelo Helios.[28] Ovidio los refiere como «titánicos» no refiere más datos al respecto.[29]
- El dragón o serpiente gigante que custodiaba los bosques sagrados de Zeus en Nemea. Fue destruido por los guerreros de los siete contra Tebas tras devorar al niño Ofeltes, hijo de Licurgo. Estacio lo llama terrígena (serpens terrigena), esto es, nacido de la tierra.[30]
- El dragón de Pítane, que fue transformado en piedra por los dioses pero cuya leyenda no ha sido conservada. Solo se dice que Medea dejó la eolia Pítane a la izquierda, y la réplica en piedra de una larga serpiente. Se refiere a la isla de Lesbos, situada frente a Pítane, en la costa de Asia Menor, y asimilada, por su forma, a una serpiente.[31]